# Garcinia revoluta
Garcinia revoluta är en tvåhjärtbladig växtart som först beskrevs av Ignatz Urban, och fick sitt nu gällande namn av A. Borhidi. Garcinia revoluta ingår i släktet Garcinia och familjen Clusiaceae. Inga underarter finns listade i Catalogue of Life.